# Porträt der Anna von Kleve
Das Porträt der Anna von Kleve ist ein Bildnis der Prinzessin Anna von Kleve. Der Hofmaler Hans Holbein der Jüngere schuf es 1539 im Auftrag des englischen Königs Heinrich VIII. Es entstand im Rahmen einer Brautschau, die der König nach dem Tod seiner dritten Ehefrau Jane Seymour (1537) an heiratspolitisch geeignet erscheinenden europäischen Höfen durchführen ließ. Das Bild gilt als realistische Darstellung der klevischen Prinzessin im Stil der Renaissancemalerei und als Grundlage für die Entscheidung des Königs, sie nach England kommen zu lassen und zu heiraten. Nach zeitgenössischen Berichten zeigte sich der König gleichwohl enttäuscht, als er sie am 1. Januar 1540 zum ersten Mal sah.  

## Beschreibung und Bedeutung
Das Standesporträt zeigt die Frontalansicht von Anna von Kleve im Alter von etwa 24 Jahren. Aus einer vornehmen, statuarischen und symmetrischen Haltung schaut die Prinzessin den Betrachter nicht direkt an; ihre braunen Augen scheinen einen unten vor ihr liegenden Punkt zu fixieren. Der Ausdruck ihres Gesichtes, dessen Inkarnat nach dem zeitgenössischen Schönheitsideal einen hellen Teint aufweist, vermittelt den Eindruck einer wohlerzogenen, etwas zurückhaltenden oder introvertierten Persönlichkeit. Aristokratisch gewandet ist Anna von Kleve in ein edelsteinbesetztes Renaissancekleid aus rotem Samt mit goldenen Bordüren, das den Stand der höfischen Mode im Heiligen Römischen Reich widerspiegelt. Signifikant sind die geweiteten Ärmel des Kleides, die mit Gürtungen an den Oberarmen und in der Taille kontrastieren und so die schlanke Figur der Trägerin betonen. Ihr blondes Haar ist bedeckt mit einer mehrteiligen Haube, die aus einer Calotte mit der französischen Aufschrift „a bon fine“ („zu einem glücklichen Ende“), einem feinen Schleier und einem mit Perlen üppig besetzten Escoffion besteht. Seitlich ist daran eine goldene Brosche mit Edelsteinen, Gemmen und Perlen befestigt. An den ineinandergelegten Händen sind fünf Ringe zu sehen. Ihr Dekolleté, das durch ein helles Unterkleid bedeckt wird, rahmt eine goldene Bordüre mit Blumenmotiven aus Edelsteinen. Diese Motive wiederholen sich in einer Bordüre des Eskoffions und in ihrem goldenen Kollier, von dem ein mit schwarzen Edelsteinen besetztes Goldkreuz herabhängt. Zwei weitere Goldketten schmücken ihre Brust.
Gemalt wurde Anna von Kleve vor einem monochromen, himmelblauen Hintergrund, der über viele Jahre von einer dunklen Patina überzogen war, ehe er durch eine Restauration in jüngerer Zeit wiederhergestellt wurde.

## Entstehung und Rezeption
Nach dem Tod seiner dritten Ehefrau und angesichts eines möglichen Kriegs gegen Frankreich und das Heilige Römische Reich, die sich wegen der Auswirkungen der Reformation in England im Vertrag von Toledo auf eine politische Isolation Englands verständigt hatten, war König Heinrich VIII. auf der Suche nach einer Kandidatin für seine vierte Ehe und schickte seine Diplomaten zu verschiedenen europäischen Höfen auf Brautschau. Kandidatinnen, die für den englischen König und den ihn beratenden Staatsmann Thomas Cromwell in die engere Wahl kamen, ließ er durch seinen Hofmaler Hans Holbein den Jüngeren porträtieren. Dieser Künstler, seit 1536 Hofmaler, hatte bereits mehrere Bildnisse am englischen Hof gemalt, die für ihre realistische Darstellung bekannt wurden, so 1536/1537 auch ein großes Herrscherporträt Heinrichs VIII.

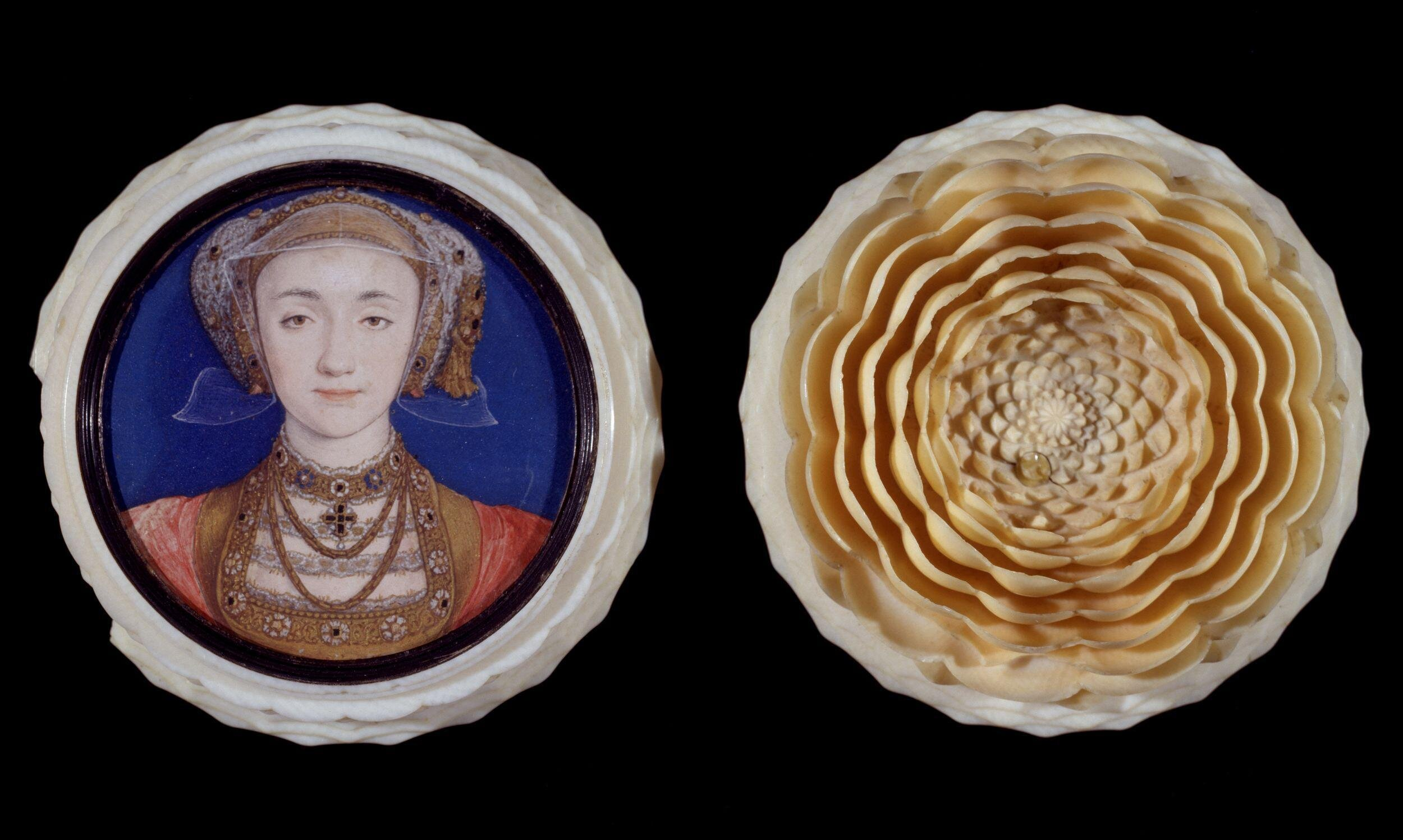
Etwa in gleicher Zeit entstandenes Miniaturporträt Annas, Victoria and Albert Museum

Im August 1539 reiste Holbein nach Düren im Herzogtum Jülich, wo sich der herzogliche Hof von Jülich-Kleve-Berg vorübergehend auf Schloss Burgau aufhielt, und schuf innerhalb von zwei Wochen Vorzeichnungen von Anna und ihrer jüngeren Schwester Amalia von Kleve, vielleicht auch schon das Gemälde in Öl auf Pergament. Im März 1538 hatte er in Brüssel bereits Christina von Dänemark porträtiert. Am 1. September 1539 berichtete der französische Botschafter Charles de Marillac seinem König Franz I., dass ein Bildnis eines exzellenten Malers, den der englische König nach Deutschland gesandt hatte, um die Schwester des Herzogs Wilhelm von Jülich-Kleve-Berg zu porträtieren, am englischen Hof angekommen sei und dass nach Prüfung des Bildes Heiratsverhandlungen zwischen England und Jülich-Kleve-Berg eingeleitet worden seien. Bei dem von Marillac erwähnten Bildnis dürfte es sich entweder um die (heute nicht mehr erhaltene) Vorzeichnung Holbeins oder das bereits vollendete Porträt in Öl handeln. Erst in zweiter Linie in Betracht kommt diesbezüglich das 1539 in Aquarell ausgeführte Miniaturporträt Annas im Deckel einer Elfenbeindose (Durchmesser 4,6 cm), die heute zur Sammlung des Victoria and Albert Museums gehört.
Am 6. Oktober 1539 zeichnete Heinrich VIII. den Heiratsvertrag. Im Vorfeld des Dritten Geldrischen Erbfolgekriegs erhoffte sich Jülich-Kleve-Berg davon eine Unterstützung in der Streitfrage der Erbfolge im Herzogtum Geldern. Ende 1539 brach Anna von Kleve mit dem klevischen Verweser Olisleger an der Spitze ihres Gefolges nach England auf. Während der König in Greenwich wartete, saß seine Braut wegen schlechten Wetters noch bis zum 27. Dezember als Gast des Constable Arthur Plantagenet in Calais fest, ehe sie endlich nach England übersetzen konnte. Als der König Anna von Kleve am 1. Januar 1540 in Rochester zum ersten Mal sah, soll er enttäuscht gewesen sein, weil er sie sich schöner vorgestellt habe. Konkrete Hinweise darauf, dass eine beschönigende bildnerische Darstellung der klevischen Prinzessin durch Holbein der Grund der angeblichen Enttäuschung war, liegen nicht vor. Ein Gesamturteil über die tatsächliche Rezeption Annas fällt schwer, weil Berichte über sie uneinheitlich sowie von persönlichen und politischen Gesichtspunkten ihrer Urheber geprägt sind.

## Provenienz
Das Gemälde war in den Besitz des Kunstsammlers Thomas Howard, 21. Earl of Arundel gelangt, als es durch diesen im Jahr 1642 in die Republik der Vereinigten Niederlande kam. Nach dem Tod seiner Witwe Alethea Howard, Countess of Arundel (1585–1654) erschien es in deren Inventar. Der Erbe William Howard, 1. Viscount Stafford ließ es 1662 verkaufen. Neuer Besitzer wurde der deutsche Kaufmann und Kunstsammler Eberhard Jabach in Paris, der es 1671 an König Ludwig XIV. veräußerte, als er in finanzielle Schwierigkeiten geraten war. 1683 wurde das Bild von Charles Le Brun als Teil der königlichen Sammlungen katalogisiert. Als im Zuge der Französischen Revolution der Louvre im Sommer 1793 erstmals seine Pforten als öffentliches Museum öffnete, gehörte das Gemälde zu den Ausstellungsstücken.